# Katalepsie

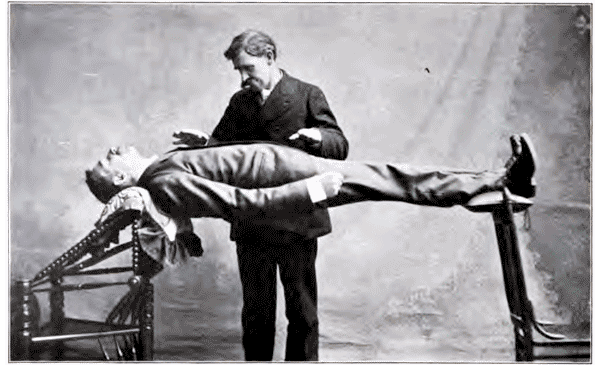
Vsugerovaná hypnotická katalepse, tzv. kataleptický most

Katalepsie, či katalepse (z řeckého κατάληψις, katálēpsis, někdy také pod latinskými názvy akineze, tanatóza, či stupor vigilans) je stav specifické strnulosti, doprovázený symptomy jako jsou ztuhlost a vnější manipulovatelnost těla a končetin, netečnost, ztráta vědomé svalové kontroly apod.

## Projevy
Katalepse se nejčastěji projevuje strnulostí těla nebo končetin, které je manipulovatelné z vnějšku. Poloha či postoj těla, končetiny apod. kataleptického subjektu zůstávají v pozici, do jaké jsou aktivně nebo pasivně nastaveny, a to tak dlouho, dokud není tento stav přerušen. Je-li například jedna noha subjektu zdvižena vzhůru, zůstává trčet v této pozici i po puštění.
Dalším příznakem je zpomalení tělesných funkcí, jako například dýchání, snížená citlivost k bolesti a jakási "vosková ohebnost" - flexibilitas cerea. Vědomí bývá většinou zachováno v bdělosti, ale často je přítomen druhý stupeň hlubokého spánku, tzv. sopor.

## Medicína
Může se jednat o projev způsobený neurologickou poruchou, nebo o vědomě či nevědomě vsugerovaný - hypnotický stav. V některých případech může být kataleptický stav způsobený extrémním emočním šokem.
V minulosti se odborníci domnívali, že je výsledkem (kontrolovatelného) mentálního stavu, který nemá žádný fyziologický základ. Výzkum ovšem potvrdil, že katalepsie se nevyskytuje jako základní onemocnění, ale jako součást komplexu symptomů, které jsou zapříčiněny různorodými poruchami. Příčiny katalepsie mohou být různorodé, jako například schizofrenie, Parkinsonova nemoc nebo epilepsie. Katalepsie je také symptomem mizejícího kokainového opojení.
Do doby před běžnou autoptickou praxí, bylo mnoho osob, které trpěly nemocemi a zůstávaly dlouho ve stavu ztuhlosti, prohlášeno za mrtvé. Byly pak pohřbeny zaživa a je pravděpodobné, že když se jejich stav zlepšil, ze svých hrobů se vyhrabaly. Tak pravděpodobně vznikly historky o nemrtvých vracejících se z hrobu.

## Hypnotický stav
Katalepsie je také termín používaný hypnotizéry, kterým označují stav, kdy u subjektu zhypnotizují paži, nohu nebo záda. „Končetinová katalepsie“ je často předhypnotickým testem, který hypnotizér provádí na subjektu dříve, než se pokusí o plnou hypnózu. Na počátku 20. století se touto problematikou zabýval parapsycholog Břetislav Kafka